# Dusičnan poloničitý
Dusičnan poloničitý je anorganická sloučenina s chemickým vzorcem Po(NO3)4. Dusičnan poloničitý je radioaktivní a tvoří bílé krystaly.

## Příprava
Dusičnan poloničitý se připravuje rozpuštěním kovového polonia v kyselině dusičné:
Po + 8 HNO3 → Po(NO3)4 + 4 NO2 + 4 H2O

## Fyzikální vlastnosti
Dusičnan poloničitý vytváří bílé, popřípadě bezbarvé krystaly, které se rozpouštějí ve vodě.

## Chemické vlastnosti
Dusičnan poloničitý disproporconuje ve slabých vodných roztocích kyseliny dusičné:
2 Po(NO3)4 + 2 H2O → PoO2(NO3)2 + Po2+ + 2 NO -
3  + 2 HNO3
Ion Po2+ je následně oxidován kyselinou dusičnou na čtyřmocné polonium.